# Lorraine of the Lions

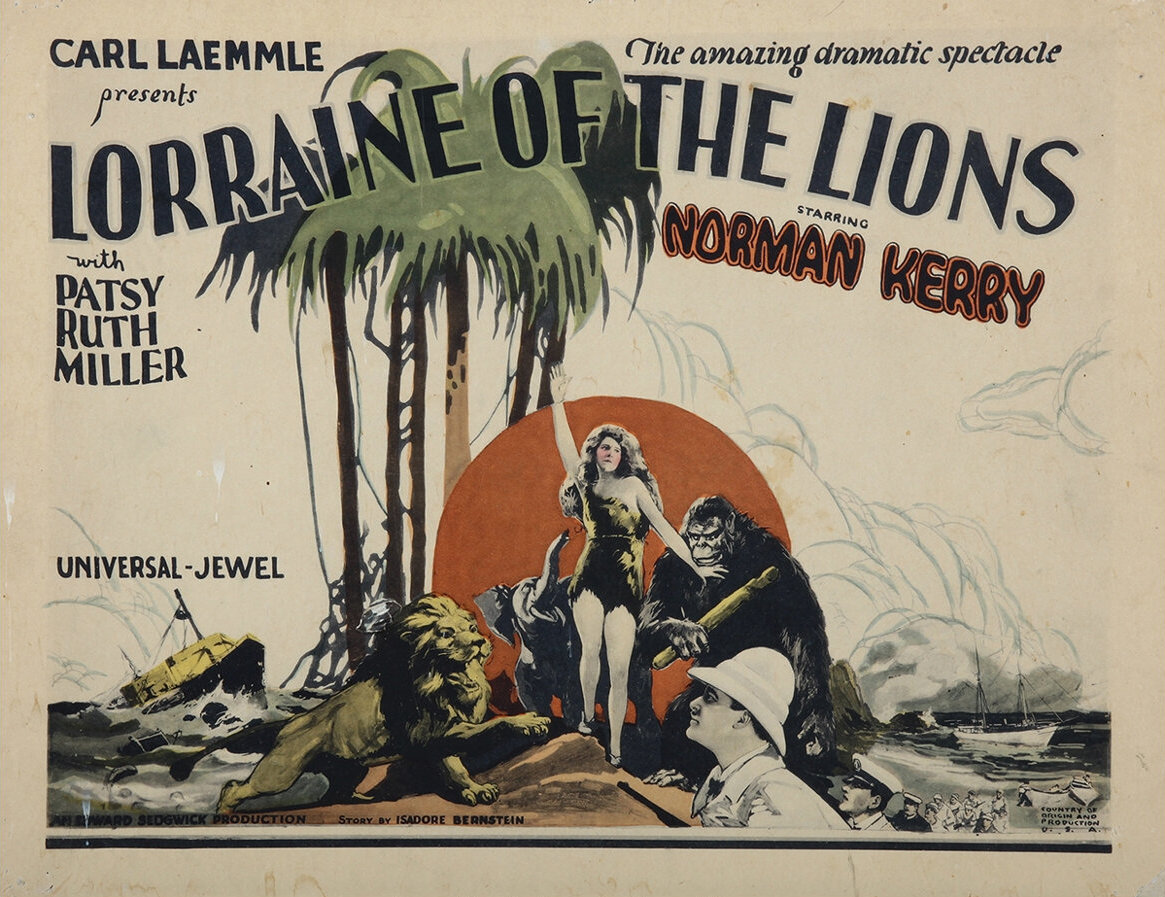
Carte promotionnelle du film.

Lorraine of the Lions est un film américain réalisé par Edward Sedgwick, sorti en 1925.

## Synopsis
John Livingston épouse une artiste de cirque. Son père, fortuné, le renie, mais propose plus tard de s'occuper de sa fille, Lorraine. John accepte, et la jeune fille est embarquée sur un bateau à destination des États-Unis. Au cours du voyage, le navire coule, laissant Lorraine échouée seule sur une île déserte. Soignée par des lions et un gorille, elle grandit avec une grâce sauvage et naturelle. Don Mackay, un diseur de bonne aventure, est finalement consulté par le riche grand-père de Lorraine, qui devine où elle se trouve. Livingston monte une expédition sur l'île et ramène à la civilisation avec la jeune fille et son gorille de compagnie, Bimi. Lors d'un dîner officiel, Lorraine est mal à l'aise, et Bimi est mis en cage. Cette nuit-là, un orage éclate et le gorille effrayé s'échappe de la cage, emportant Lorraine. Don Mackay la sauve, mais le gorille l'attaque. Bimi est abattu, laissant Lorraine seule pour le pleurer.

## Fiche technique
- Réalisation : Edward Sedgwick
- Scénario : Isadore Bernstein, Carl Krusada d'après une histoire d'Isadore Bernstein
- Photographie : Virgil Miller
- Genre: Mélodrame[1]
- Production : Universal Pictures
- Pays de production :  États-Unis
- Distributeur : Universal Pictures
- Durée : 70 minutes (7 bobines)[2]
- Date de sortie : 
  - États-Unis : 11 octobre 1925

## Distribution
- Norman Kerry : Don Mackay
- Patsy Ruth Miller : Lorraine
- Fred Humes : Bimi, le gorille
- Doreen Turner : Lorraine enfant
- Harry Todd : Colby
- Philo McCullough : Hartley
- Joseph J. Dowling : Livingston Sr.
- Frank Newburg : Livingston Jr.
- Rosemary Cooper : Mrs. Livingston
- Walter Brennan : non crédité

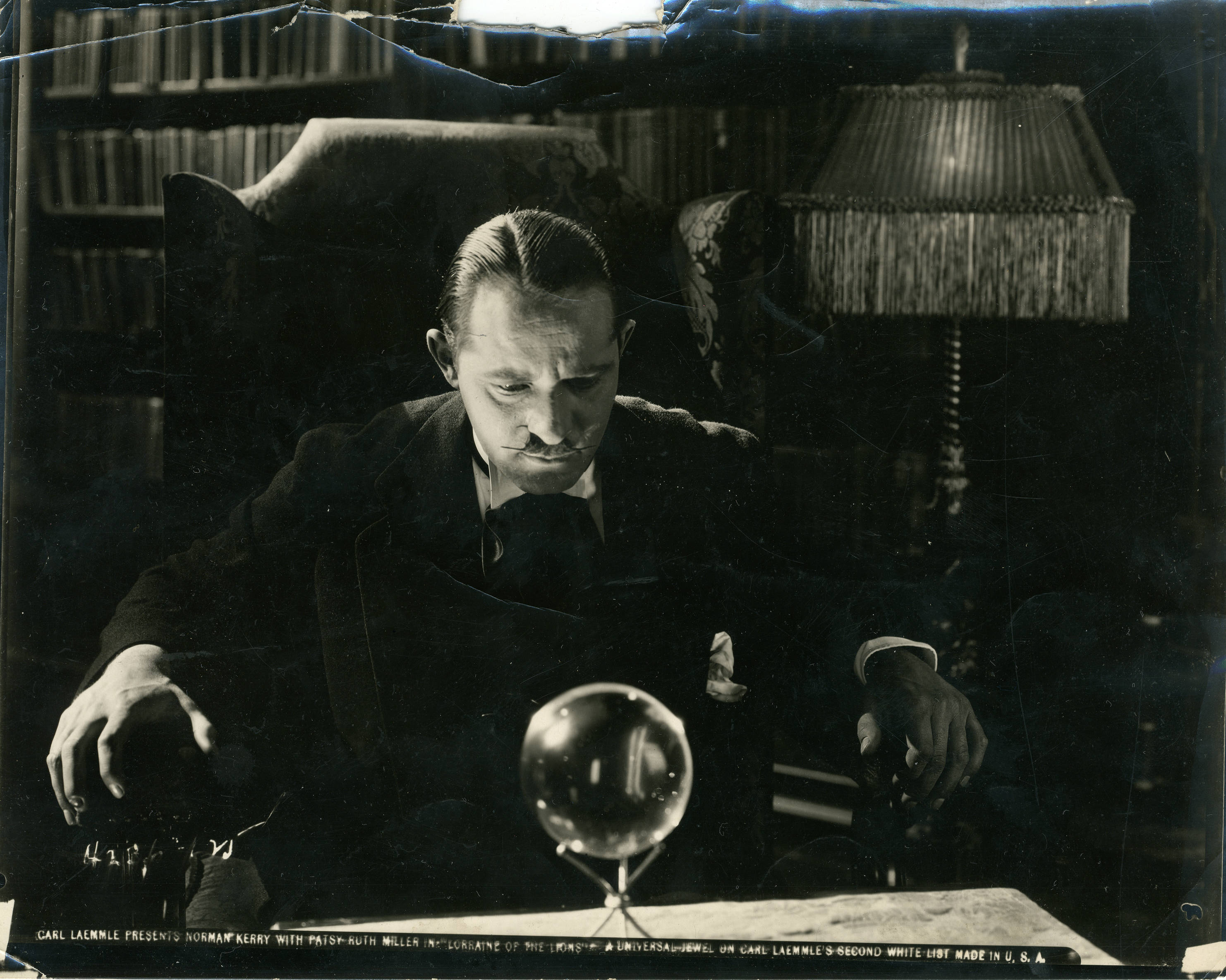
Norman Kerry.

- Jack A. Goodrich : Bimi enfant (non crédité)
- W. Stuart McCrea : capitaine du bateau (non crédité)